# British Rail Class 66
La classe 66 és un tipus de locomotora de càrrega elèctrica dièsel de sis eixos desenvolupada en part de la classe 59, per a la seva utilització en els ferrocarrils del Regne Unit. Des de la seva introducció, la classe ha tingut èxit i s'ha venut a companyies ferroviàries britàniques i altres europees. A Europa continental es comercialitza com la classe EMD 66 (JT42CWR).

## Història

### Antecedents
Quant a la privatització de les mercaderies de British Rail el 1996, Wisconsin Central Transportation Systems, sota el control d'Ed Burkhardt, va comprar diverses empreses de mercaderies ferroviàries recentment privatitzades: Transrail; Línia principal; Càrrega; i més endavant sistemes de distribució ferroviària i ferrocarrils express. Controlant el 93% de la mercaderia ferroviària del Regne Unit, després d'un exercici de relacions públiques que va implicar l'aportació del gran públic, la companyia va ser anomenada English Welsh & Scotish.
EWS va heretar una flota de 1.600 locomotores principalment dièsel, amb una edat mitjana de més de 30 anys; 300 havien estat canibalitzats per recanvis. Típic de la flota, la classe 47s de 2580 CV necessitava una revisió important cada set anys, amb un cost de 400.000 £; tot i així, tenia una disponibilitat diària mitjana inferior al 65% amb només 16 dies entre fallades importants. Per tal de poder oferir els seus preus més baixos indicats als clients, EWS necessitava reduir els costos operatius i augmentar la disponibilitat.

### Ordre i especificació
Després de revisar la Classe 59 existent per encàrrec privat, que era més potent, altament fiable i amb costos operatius més baixos, EWS es va acostar al seu constructor Electro-Motive Diesel (EMD), aleshores una divisió de General Motors. EMD va oferir el seu model JT42CWR, que tenia la mateixa carrosseria de pas de calibre de càrrega que la classe 59. El motor i els motors de tracció eren diferents models per permetre velocitats més altes, i la classe 66 incorporava la versió de General Motors d'un "bogie autodirector" ("camió radial", en ús nord-americà), dissenyat per reduir el desgast de la pista i augmentar l'adhesió a les corbes.
Posant el que s'anomenava "la major comanda de loco britànica des dels dies de vapor", EWS va ordenar que el maig de 1996 es construís una comanda per a 250 unitats a la planta EMD de Londres, Ontario, Canadà, amb un cost de 375 milions de £. Finançat per Locomotion Capital (més tard Angel Trains), les primeres locomotores estaven a punt a principis del 1998; el lliurament més ràpid d'un tipus de locomotora totalment nou per part de GM.
El motor dièsel de 12 cilindres EMD 710 és un desenvolupament d'un motor de dos temps usat des de fa més de 20 anys, mentre que l'equip de control EM2000 és el mateix que es fa servir a la ferrocarril irlandesa Classe IE 201. [1] EWS va reduir el temps en funcionament de la locomotora a través d'especificar sistemes de cabina establerts com la classe 59, [1] alhora que va augmentar la disponibilitat amb un dipòsit de combustible de 8.180 litres (1.800 imp gal; 2.160 gal EUA), enfront dels 3.470 litres (760 imp gal. ; 920 dòlars americans) segons la classe 47 estàndard.

### Regne Unit
La primera locomotora enviada al Regne Unit va arribar a Immingham el juny de 1998, portada a Derby per a la seva prova. El segon va ser dirigit al Centre de Prova del Poble d'AAR per fer proves de resistència, abans d'enviar-lo al Regne Unit. Les locomotores s'enviaven a una tarifa d'11 per mes al Regne Unit a través de Newport Docks, fins que la comanda es va acabar el desembre de 2001. Després de la descàrrega, els enginyers d'EWS simplement es van enlairar la lona, van desbloquejar la suspensió i, finalment, cadascun dels quals es va enviar amb aigua i combustible, van connectar les bateries, abans de posar en marxa el motor i posar la locomotora en servei. La possibilitat de posar en marxa els '66s al pantalà i conduir-los sota el seu propi poder als dipòsits per entrar en servei no va ser res menys que una revelació en comparació amb moltes altres locomotores BR, particularment la classe BR 60.
Cada locomotora s'especifica i es garanteix el 95% de disponibilitat, amb l'objectiu d'un mínim de 180 dies de temps entre fallades. Està dissenyat per cobrir 1 · 6 milions de km entre les reconstruccions principals, equivalents a 18 anys de servei, amb cada reconstrucció important que té un cost de 200.000 £.
La classificació inicial va ser com a classe 61, i després se'ls va donar la designació de classe 66 al sistema de classificació britànic (TOPS). El 1998 Freightliner va fer una comanda per a les locomotores. Van ser seguits per GB Railfreight, i després Direct Rail Services. El darrer dels més de 500 construïts durant un període de 18 anys va ser el No 66779, Evening Star, lliurat a GB Railfreight la primavera del 2016.
Tot i que de vegades impopular amb molts aficionats al ferrocarril, a causa de la seva ubiqüitat i per haver provocat el desplaçament de diversos tipus de locomotores construïdes (majoritàriament) britàniques, la seva alta fiabilitat ha ajudat a que la mercaderia ferroviària continuï sent competitiva. Els aficionats al ferrocarril van etiquetar el tipus de "la mort vermella" ja que van desplaçar molts tipus de locomotora més antics, mentre que també van adquirir els sobrenoms de "coberts" per a les locomotores EWS (ara DBS) (a causa del seu sostre aixecat que semblava un cobert) amb les locomotores Freightliner anomenades "Freds" com a portmanteau de Freightliner i Shed

### Importació del Regne Unit
Després d'un augment del trànsit ferroviari del Regne Unit, després de la crisi econòmica global del 2008, el 2011 l'EMD tenia un baix rendiment en les peces clau del disseny, concretament les peces de colada. Després del tancament de la planta de Londres, Ontario, aquell any, després d'una disputa industrial i la introducció de noves normatives comunitàries d'error i d'emissions, es va concloure per a molts que s'havia produït l'última de les locomotores de la classe 66.
A causa de la reducció dels volums de mercaderies europeus, des de mitjan 2012, diversos operadors de mercaderies ferroviàries del Regne Unit de la Sèrie 66 han estat importats i convertits a especificacions del Regne Unit. Fins a la data:
- GBRf va comprar tres locals locals holandesos, el 2012, que han estat numerats 66 747-749. Les identitats anteriors eren DE6316, DE6313 i DE6315 respectivament.
- GBRf va comprar dues locomotores exalemanyes "Rush Rail", el 2013, que han estat numerades 66 750 i 66 751. Les identitats anteriors eren DE6606 (també T664025) i DE6609 (també 2906) respectivament.
- GBRf va comprar tres locomotores exsueques, el 2019, que han estat numerades 66 790-792. Les identitats anteriors eren T66403, T66404 i T66405 respectivament.

Al setembre de 2013, GB Railfreight va anunciar una nova comanda de 8 altres locomotores Class 66/7 d'EMD, la primera de la classe que es va construir a la planta EMD de Muncie, Indiana. El 2 de febrer GBRf va ordenar més 13 locomotores. Aquestes 21 locomotores tenen el número 66 752-772. [10] Els números 66 752-756 van ser enviats des d'Amèrica i van arribar a Newport Docks el juliol de 2014. El número 66 752 ha estat anomenat The Hoosier State, un sobrenom d'Indiana. Posteriorment es van afegir a la flota altres set locomotores (66 773-779), amb sis unitats de potència al Regne Unit, més una recuperada del 66 734 desballestat. les regulacions i els permetia exportar-los a EMD Muncie per a la seva instal·lació en altres carrosseries de classe 66.

### Compliment d'emissions
Els números 66 752-779 van ser els darrers de la Classe 66 ordenats per al servei a Gran Bretanya a causa d'unes regulacions d'emissions cada vegada més estrictes. El 66 779 va ser l'última classe 66 construïda mai. Tot i que la classe 66 compleix l'etapa 3a de la normativa, no compleix l'etapa 3b. L'etapa 3b hauria requerit equips addicionals de tractament d'escapament que no es podrien acollir fàcilment a l'ample de càrrega del Regne Unit. Les mateixes restriccions s'apliquen a la classe 68 i a la classe 70. La restricció no s'aplica a les locomotores de segona mà, sempre que siguin importades des de la Unió Europea. L'objectiu del reglament era posar un límit al nombre total de locomotores que no conformessin la UE.